# La tela di ragno
La tela del ragno è un romanzo di Joseph Roth pubblicato nel 1923.

## Storia
Venne pubblicato a puntate dal 7 ottobre al 6 novembre 1923 sull'Arbeiter-Zeitung. Il romanzo, rimasto incompiuto, vide la sua ultima puntata pubblicata due giorni prima del putsch di Monaco di Hitler.
In italiano è uscito nel 1975 presso Bompiani nella traduzione di Anna Rosa Azzone Zweifel, poi compresa nella raccolta Romanzi brevi (Adelphi, 1983). 

## Trama
Ambientato nel primo dopoguerra, descrive la realtà della Repubblica di Weimar attraverso una serie di personaggi icastici. Il protagonista è un ufficiale della grande guerra, assetato di potere e accecato dall'egoismo, disposto a tutto pur di raggiungere i suoi obiettivi. Il tutto sullo sfondo di una realtà sempre più instabile e violenta, insanguinata dagli scontri tra Freikorps e comunisti. 

## Edizioni
Joseph Roth, Romanzi brevi: La tela di ragno - Hotel Savoy - La ribellione - Il peso falso, Milano, Adelphi, 2010, ISBN 88-459-0558-6.